# El valle de los caballos
El valle de los caballos es la segunda novela de la saga Los hijos de la tierra, de Jean M. Auel, ambientada en Europa durante el fin de la última glaciación.

## Argumento
Tras haber sido expulsada del clan, Ayla encuentra una cueva para refugiarse y decide pasar un tiempo allí, tras no haber encontrado a ningún grupo de los Otros, a los que pertenece. En esta cueva vive más de dos años, en los que, entre otras cosas, decide quedarse con la cría de una yegua que cazó. La llama «Whinney» (onomatopeya de un relincho en el idioma original) y aprende a cabalgar en ella.
Por otra parte, el libro relata el viaje de Jondalar y su hermano Thonolan, hombres de la tribu Zelandonii, que se dirigen hacia la desembocadura del río de la Gran Madre (Danubio), compartiendo experiencias con otras tribus que conocen a lo largo del camino.
La autora va contando ambas historias en capítulos alternados, hasta que las vidas de Ayla y Jondalar se cruzan. Un león cavernario, el mismo que Ayla había criado después de encontrarlo malherido y que, posteriormente, la había abandonado para crear su propia manada, mata a Thonolan, y Ayla, a quien el león reconoce y obedece, encuentra malherido e inconsciente a Jondalar, a quien lleva a su cueva para curarlo. Él es el primer hombre de los Otros que Ayla ve después de haber sido adoptada por el clan. 
Tras varios meses de convivencia en la cueva de Ayla aprenden a entenderse, lo cual no resulta fácil, pues los Zelandonii consideran animales al clan y Jondalar sufre por sus prejuicios al enterarse de que Ayla vivió con ellos e incluso tuvo un hijo mestizo. Además, dado que la gente del clan no habla, al principio Ayla tampoco sabe hacerlo. Luego Jondalar le enseña a hablar, comparten muchos momentos juntos y, finalmente, se enamoran.
Por último, deciden continuar juntos el viaje que habían iniciado Jondalar y su difunto hermano, llevándose con ellos a Whinney y su potrillo, Corredor. Al principio de este viaje se encuentran con una tribu conocida como los mamutoi o (los cazadores de mamuts), con los que convivirán durante varias estaciones.
- Datos: Q1841196